# 京家山站
京家山站位于中华人民共和国江西省南昌市青云谱区京山北路与抚河南路交叉口，是南昌地铁3号线的地铁车站，车站于2020年12月26日和3号线一同启用。

## 车站结构
车站为地下二层岛式车站:54；南端设一条单渡线:36。

### 楼层
| 1层  | 地面               | 出入口                       |  |  |
| -1层 | 站厅               | 自动售票机、客服中心         |  |  |
| -2层 |                    | █ 3号线 往银三角北（江铃）   |  |  |
|      | 岛式站台，左侧开门 |                              |  |  |
|      |                    | █ 3号线 往京东大道（十字街） |  |  |

### 出入口
| 编号                   | 指示         | 图片 | 建议前往的目的地   |
| ---------------------- | ------------ | ---- | ------------------ |
| 出口 · 1L              | 抚河南路东侧 |      | 巨成·金山街        |
| 出口 · 3L              | 京山北路东侧 |      | 玉带明珠邮政住宅区 |
| 出口 · 4L · 升降机标志 | 抚河南路南侧 |      | 人防大厦、灌婴广场 |
| 註： 設有              |              |      |                    |

## 历史
- 在2012年的规划中显示该站名为“何坊西路站”[2]。
- 2014年3月21日公布的“南昌市城市快速轨道交通建设规划（2014-2020）环评”显示本站名为何坊西路站，为高架站[3]。
- 2015年5月5日《南昌市城市轨道交通第二期建设规划(2015-2021)》得国家发改委批复，显示本站名为“何坊西路站”[4]。
- 2015年7月20日南昌市轨道交通3号线工程环境影响评价文件拟受理情况的公示，[5]公布了《南昌市轨道交通3号线工程环境影响报告书（公示稿）》[1]。
- 2015年8月4日《关于南昌市轨道交通3号线工程规划选址的批前公示》，“何坊西路站”位于抚河南路与迎宾大道的交叉口[6][7]。
- 2016年8月6日南昌晚报报道了地铁2、3号线车站改名情况；本站改名为京家山站[8]。